# Royville
Royville là một xã thuộc tỉnh Seine-Maritime trong vùng Normandie miền bắc nước Pháp.

### Huy hiệu
| Arms of Royville | The arms of Royville are blazoned: Quarterly 1: Azure, a crowned lion argent; 2: Or, a martlet gules; 3: Or, a fleur de lys gules; 4: Azure, a tower argent open and pierced of the field. |

## Dân số
| 1962                                 | 1968 | 1975 | 1982 | 1990 | 1999 | 2006 |
| ------------------------------------ | ---- | ---- | ---- | ---- | ---- | ---- |
| 185                                  | 221  | 207  | 252  | 252  | 216  | 237  |
| Từ năm 1962: Dân số không tính trùng |      |      |      |      |      |      |